# Eschenbach (Lucerne)
Pour les articles homonymes, voir Eschenbach.
Eschenbach est une commune suisse du canton de Lucerne, située dans l'arrondissement électoral de Hochdorf.

Vue aérienne (1970)

## Histoire
Le territoire d'Eschenbach appartient à la famille du même nom. Il est confisqué par les Habsbourg en 1309.